# Rasmus Elm
Rasmus Elm (Kalmar, Zweden, 17 maart 1988) is een voormalig Zweeds voetballer die bij voorkeur als middenvelder speelt. Hij speelde voor Kalmar FF, AZ en CSKA Moskou. Elm speelde tussen 2009 en 2013 39 interlands voor het Zweeds voetbalelftal. Door een maagaandoening stopte hij in maart 2020 met profvoetbal op 31-jarige leeftijd. Elm is de jongere broer van David en Viktor Elm die beiden ook voor Kalmar FF uitkwamen.

## Clubcarrière

### Kalmar FF
Elm wordt op jeugdige leeftijd aangetrokken door Kalmar FF. Er wordt besloten de middenvelder langzaam te brengen. In zijn eerste seizoen komt Elm tot zeven optredens, waarvan één als basisspeler. In zijn tweede seizoen krijgt Elm versterking van zijn broer Viktor bij Kalmar FF. Beide spelers zwerven tussen bank en basis. In zijn derde seizoen, als ook de derde broer David deel uitmaakt van de selectie, groeit Elm uit tot basisspeler. Met de drie broers in de basis reikt Kalmar tot de bekerfinale. Die wordt met 3-0 gewonnen van IFK Göteborg. Alle drie de broers staan in de basis.
Terwijl de broers Elm zich verder ontwikkelen groeit ook Kalmar in het Zweedse voetbal. Na achtereenvolgens een derde en tweede plaats wordt in het seizoen 2008 de eerste landstitel uit de clubhistorie behaald. Met tien assists en vijf doelpunten heeft Elm een aanzienlijk aandeel in de titel.

### AZ
Halverwege het seizoen 2009 verlaat Elm Kalmar FF. De spelmaker, inmiddels uitgegroeid tot Zweeds international, staat in de belangstelling van verschillende Europese (top)clubs. De keuze van Elm valt echter op AZ. Zijn broer Viktor had hem goede verhalen verteld over de ploeg uit Alkmaar. In totaal betaalde AZ zo'n drie miljoen euro voor de Zweeds international. Op 12 september 2009 tekende Elm een vierjarig contract in Alkmaar. Enige dagen later verliet ook de oudste Elm-telg, David, Kalmar FF. Daarmee kwam er een einde aan het Elm-tijdperk in Kalmar. Rasmus Elm maakte zijn debuut voor AZ in de met 2-1 verloren uitwedstrijd tegen ADO Den Haag. Elm kwam in de 77ste minuut het veld in als vervanger van Niklas Moisander.

### CSKA Moskou
Op 30 juli 2012 werd bekend dat Elm een contract voor drie jaar had getekend bij CSKA Moskou, met een optie voor een extra jaar. In 2014 kreeg hij echter last van maagproblemen. Deze bleken dusdanig ernstig dat hij gedurende de eerste helft van het seizoen 2014-2015 geen minuut in actie kwam voor CSKA. De club ontbindt in december 2014 vervolgens zijn contract.

### Terugkeer bij Kalmar FF
Kalmar FF maakte op dinsdag 20 januari 2015 bekend dat Elm terugkeerde bij de club. De middenvelder werkte in Kalmar aan zijn herstel. Hierdoor miste Elm het eerste half jaar, maar in zijn tweede seizoen groeide hij uit tot basisspeler. Door een blessure miste hij een groot deel van het seizoen 2017. Toch besloot Kalmar FF het contract van de middenvelder met een jaar te verlengen. In maart 2020 kondigde hij het einde van zijn carrière aan. Alleen in noodgevallen kan Kalmar nog een beroep op hem doen. Elm werd opgenomen in de technische staf van de club.

## Clubstatistieken
| Seizoen | Club        | Competitie   | Competitie | Competitie | Beker | Beker | Overig | Overig | Totaal | Totaal |
| Seizoen | Club        | Competitie   | Wed.       | Dlp.       | Wed.  | Dlp.  | Dlp.   | Dlp.   | Wed.   | Dlp.   |
| ------- | ----------- | ------------ | ---------- | ---------- | ----- | ----- | ------ | ------ | ------ | ------ |
| 2005    | Kalmar FF   | Allsvenskan  | 7          | 0          | 0     | 0     | –      | –      | 7      | 0      |
| 2006    | Kalmar FF   | Allsvenskan  | 23         | 0          | 0     | 0     | –      | –      | 23     | 0      |
| 2007    | Kalmar FF   | Allsvenskan  | 20         | 3          | 1     | 0     | 6      | 1      | 27     | 4      |
| 2008    | Kalmar FF   | Allsvenskan  | 27         | 5          | 3     | 0     | –      | –      | 30     | 5      |
| 2009    | Kalmar FF   | Allsvenskan  | 18         | 9          | 1     | 0     | 8      | 2      | 28     | 12     |
| 2009/10 | AZ          | Eredivisie   | 23         | 3          | 3     | 0     | –      | –      | 26     | 5      |
| 2010/11 | AZ          | Eredivisie   | 28         | 5          | 3     | 1     | 4      | 0      | 35     | 6      |
| 2011/12 | AZ          | Eredivisie   | 32         | 10         | 4     | 1     | 16     | 2      | 52     | 13     |
| 2012/13 | CSKA Moskou | Premjer-Liga | 26         | 5          | 3     | 0     | 2      | 0      | 31     | 5      |
| 2013/14 | CSKA Moskou | Premjer-Liga | 21         | 0          | 4     | 0     | 4      | 0      | 29     | 0      |
| 2014/15 | CSKA Moskou | Premjer-Liga | 0          | 0          | 0     | 0     | –      | –      | 0      | 0      |
| 2015    | Kalmar FF   | Allsvenskan  | 12         | 0          | 0     | 0     | –      | –      | 12     | 0      |
| 2016    | Kalmar FF   | Allsvenskan  | 18         | 1          | 6     | 1     | –      | –      | 24     | 2      |
| 2017    | Kalmar FF   | Allsvenskan  | 3          | 0          | 3     | 0     | –      | –      | 6      | 0      |
| 2018    | Kalmar FF   | Allsvenskan  | 19         | 1          | 1     | 0     | –      | –      | 20     | 1      |
| 2019    | Kalmar FF   | Allsvenskan  | 20         | 0          | 0     | 0     | 2      | 0      | 22     | 0      |
| Totaal  | Totaal      | Totaal       | 294        | 42         | 32    | 3     | 42     | 5      | 368    | 50     |

## Interlandcarrière
Lars Lagerbäck riep Elm eind 2008 voor het eerst op voor het Zweeds voetbalelftal, voor een oefenstage die het nationale elftal in januari 2009 in de Verenigde Staten aflegde. Op 24 januari 2009 speelde Elm zijn eerste interland voor Zweden. Tegen Verenigde Staten kwam de middenvelder na 62 minuten het veld in voor Andreas Dahl. Zijn eerste doelpunt voor zijn land noteerde Elm in zijn derde interland, tegen Oostenrijk. In de met 2-0 gewonnen oefeninterland zette Elm na 55 minuten de 1-0 op het scorebord.

## Erelijst
- 2007: Bekerwinnaar van Zweden met Kalmar FF
- 2008: Verliezend bekerfinalist met Kalmar FF
- 2008: Landskampioen van Zweden met Kalmar FF
- 2009: Eerste interland Zweden
- 2009: Winnaar Zweedse Supercup met Kalmar FF
- 2013: Landskampioen van Rusland met CSKA Moskou